# Бандуристы Кубани
Кобзарство Кубани развивалось на основе кобзарской традиции, перенесённой на Кубань с Украины. По свидетельству историка и архивариуса Кубанского казачьего войска есаула Ивана Кияшко, казаки играли на кобзах, скрипках, ваганах, лирах-релях, басах, цимбалах, свистели на сопелках.
С особенным уважением относились они к странствующим певцам.

## История
Первым кубанским кобзарем следует считать судью Черноморского казачьего войска Антона Головатого, исполнительскому мастерству которого во время дипломатических миссий к царскому двору кубанцы в какой-то степени обязаны своими территориальными приобретениями. Созданные им песни стали народными, а одна из них — «Ой, та годі нам журитися…» долго считалась неофициальным гимном Кубани. Бандурой увлекался кубанский просветитель Кирилл Россинский, часто бывала она в доме наказного атамана войска, писателя Якова Кухаренко.
Исследователи указывают на некоторые отличия между кобзарями украинскими и кубанскими. На крепостной Украине кобзарству выпала доля слепых бездомных бурлаков, которых сопровождали от села к селу малолетние поводыри.

## Гастрольные кобзари и бандуристы

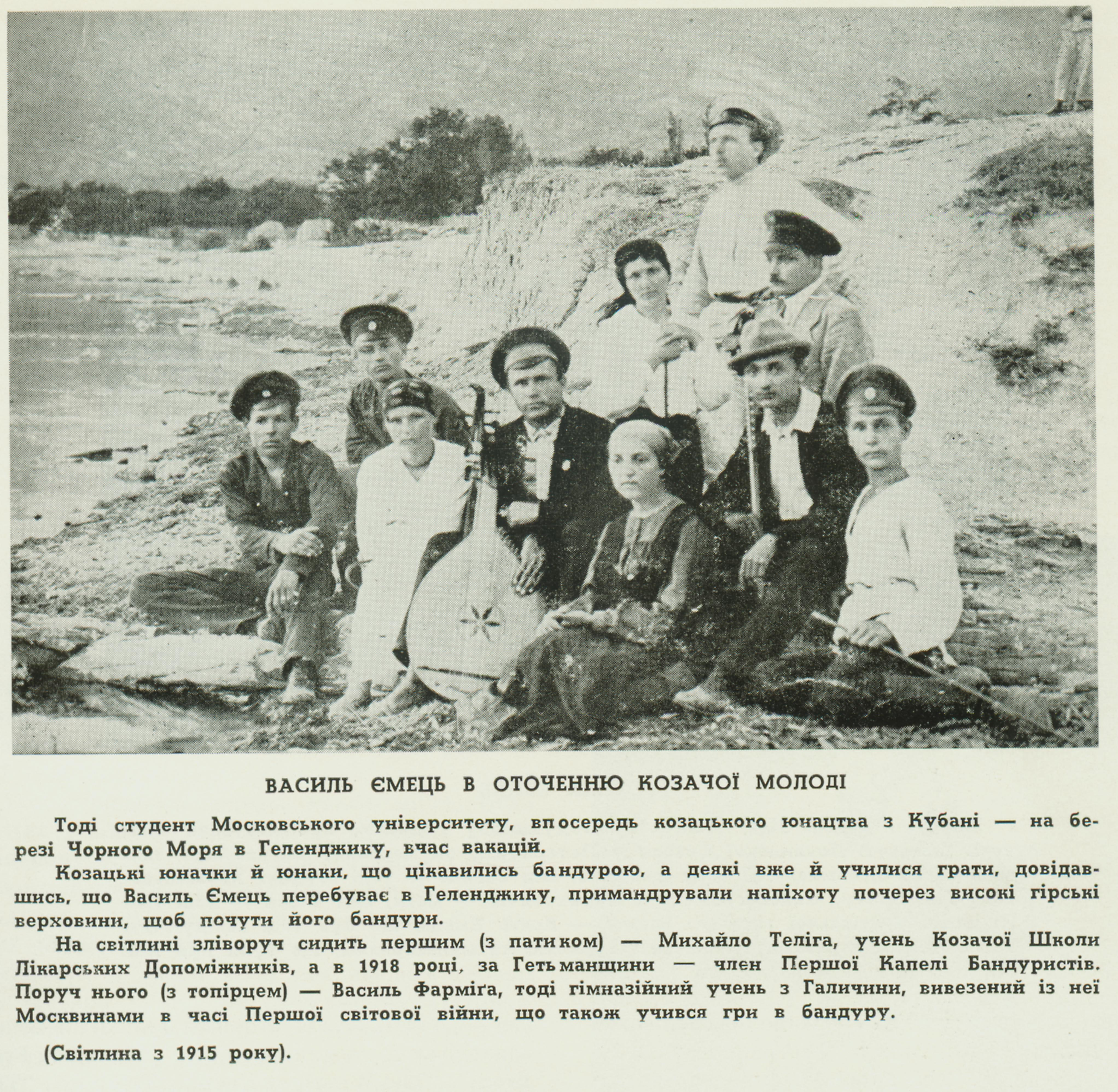
В. Емец на Кубани в 1913 году

На Кубани кобзарство было одним из элементов войскового представительства, поэтому здесь козак-бандурист — это человек, отличающийся молодостью, статью и красотой.
Учились кубанцы мастерству у заежжих кобзарей из Украины: Михаила Кравченко (1904 г.), Григория Кожушко, Ивана Запорожченко, Ивана Кучугура и других. Гастролировал также Гнат Хоткевич в Екатеринодаре в дни празднования годовщины Тараса Шевченко в марте 1913 года.
Его попросили основать кобзарскую школу в Екатеринодаре. Гнат Хоткевич отказался, потому что недавно вернулся из эмиграции и постоянно преследовался. Он рекомендовал студента Харьковского университета Василия Емца.

## Первая кобзарская школа

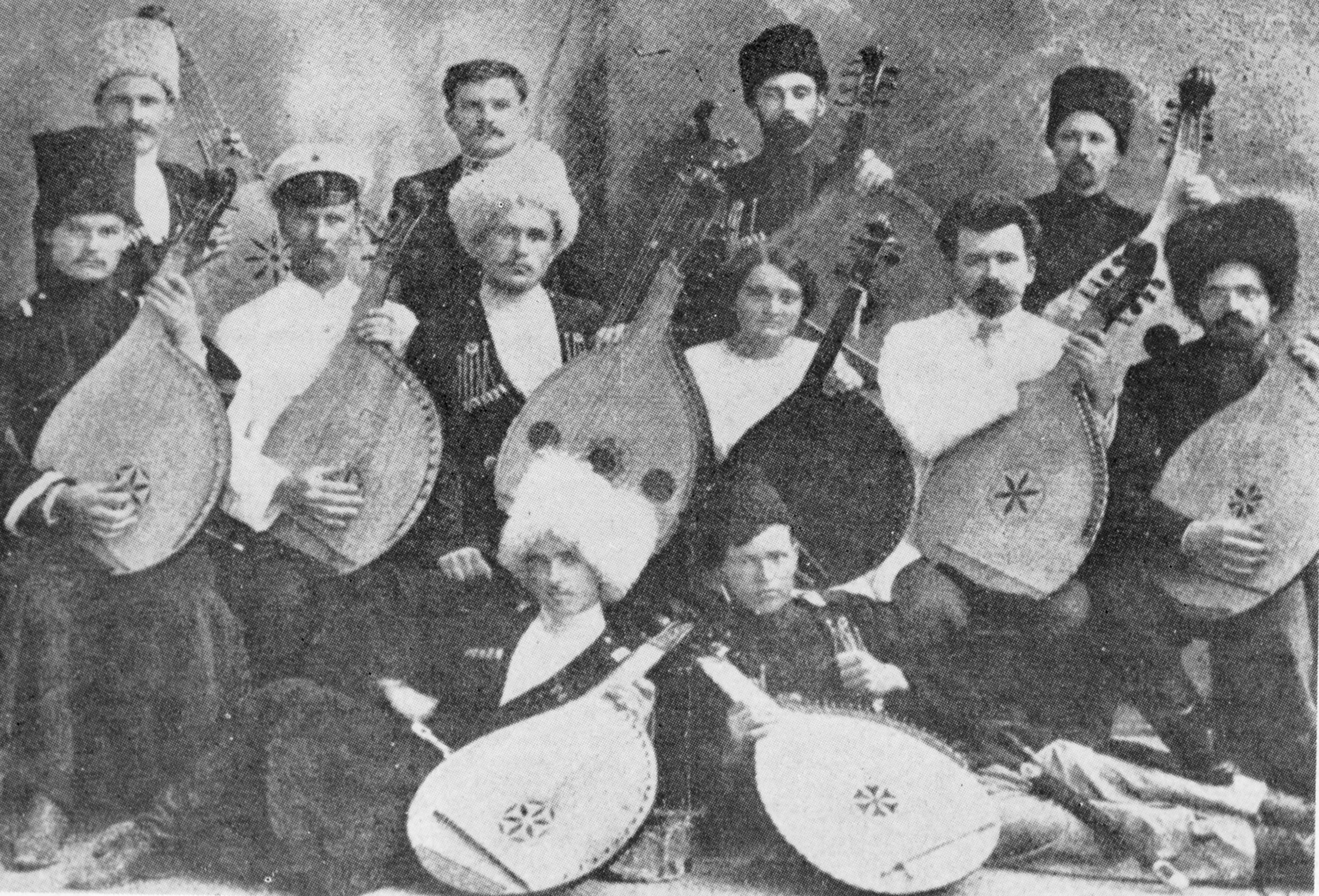
Школа игры на бандуре на Кубани в 1913 году. Руководитель В. Емец

Первая кобзарская школа была основана в Екатеринодаре летом 1913 года по инициативе Николая Богуславского. По рекомендации Гната Хоткевича он пригласил преподавателем летних курсов молодого харьковского студента Василия Емец, будущего автора книги «Кобза та кобзарі» («Кобза и кобзари»). Емец отнесся к работе серьёзно и выпустился первый выпуск бандуристов. Среди его первых учеников были Антон Чёрный, Адамович-Глебов и Алексей Обабко.

## Вторая кобзарская школа

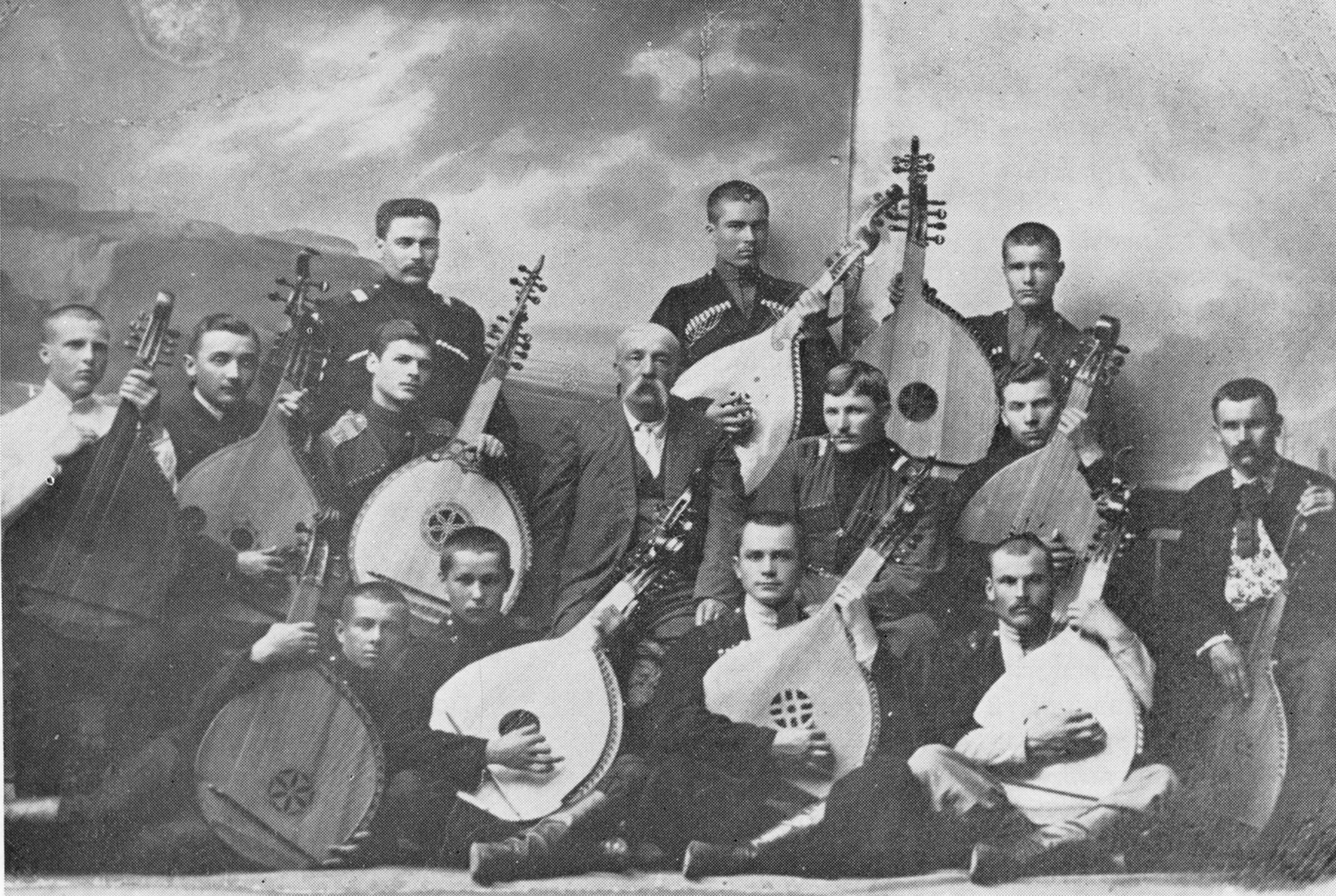
Вторая кобзарская школа на Кубани в 1916 году. В центре Н. Богуславский

Вторую кобзарскую школу возглавил Алексей Обабко в 1916 году. Её выпускниками были Савва и Фёдор Дибровы, Василь Ляшенко, Докия Дарнопых, Пётр Бугай и сын атамана станицы Ахтырской Михаил Телега (как член Организации украинских националистов расстрелян гестапо в феврале 1942 г. в Бабином Яру вместе со свой женой — поэтессой Оленой Телигой), которому некоторые исследователи приписывают авторство знаменитого «Запорожского марша».
Бандуры для обоих школ изготовил прославленный киевский мастер Антоний Паплинский (бандуру этого мастера, изготовленную для Алексея Обабко, была найдена в 1983 г. в городе Судак и подарена Киевскому музею театрального, музыкального и киноискусства). Появляются на Кубани и свои талантливые создатели бандур: М. Вереса (станица Саратовская), Г. Гузар (станица Каневская), П. Кикоть (Геленджик), Кузьма Немченко (станица Пашковская), Д. Дикун (Екатеринодар), С. Турчинский (станица Азовская). Три выпуска «Школи гри на бандурі» издаёт в Москве кубанец Василий Шевченко.
Первая капелла бандуристов была создана в Екатеринодаре в 1917 году по инициативе К. Кравченко при городской «Просвите».
В 1918 году несколько кубанских бандуристов переехали в Киев, где приняли участие в создании Кобзарского хора под руководством В. Емец.

## Репрессии
Официальная власть относилась к возрождению кобзарства враждебно, однако первые репрессии обрушились на кобзарство лишь в годы Гражданской войны, со стороны как белых, так и красных. Отдельная часть истории кубанского кобзарства — возрождение бандуры в 1920-х — начале 1930-х годов, что закончилось тотальными репрессиями против носителей кобзарского искусства. В. Емец, А. Чёрный, Ф. Диброва, М. Телега оказались в эмиграции. Свирид Сотниченко, Степан Жарко, Конон Безщасный и Николай Богуславский стали жертвами большевистского террора, а Семён Брыж совершил самоубийство.

## Бандура на Кубани в наши дни

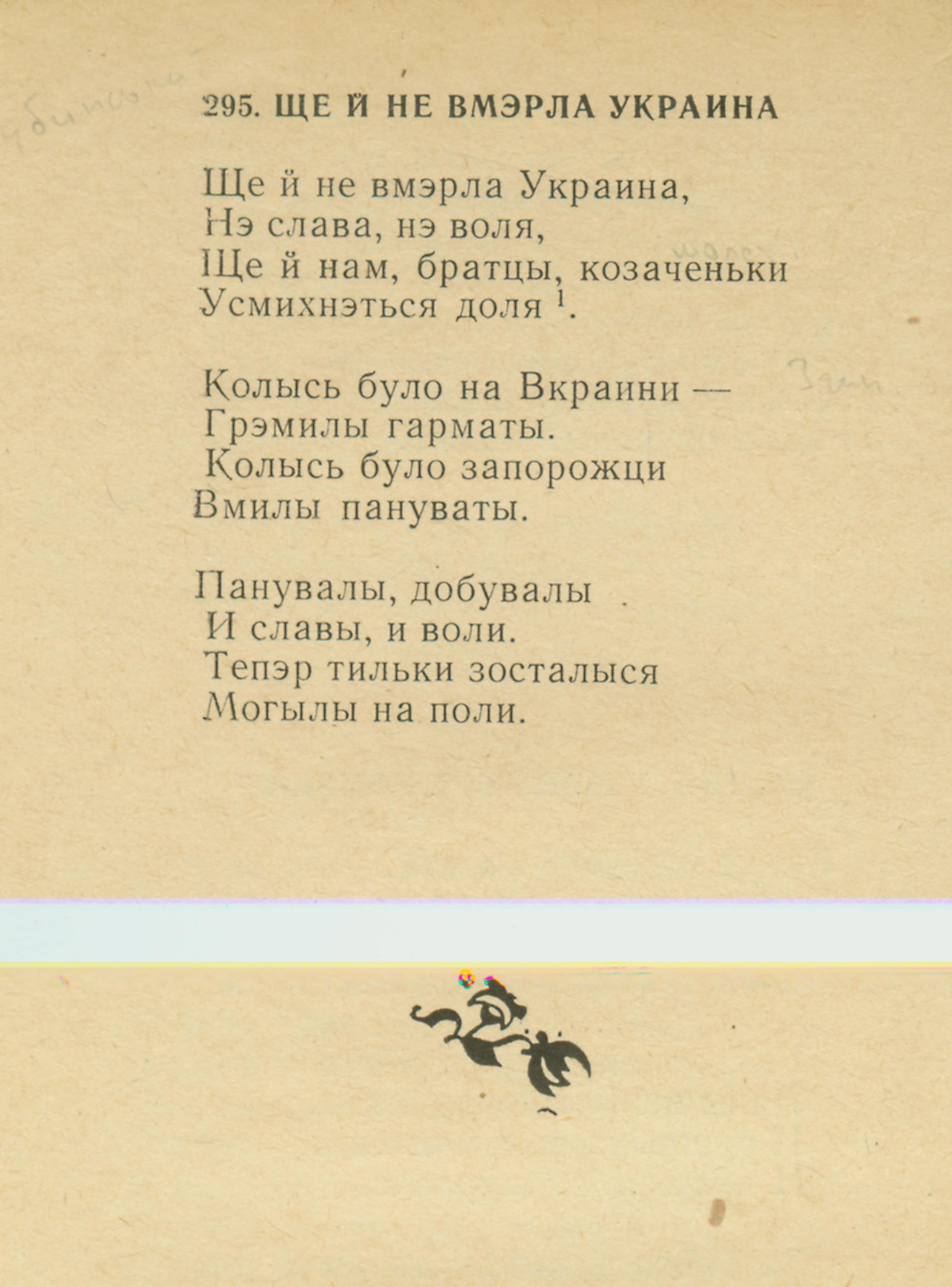
Текст Кубанской народной песни, напечатанный в советском издании «Песни кубанских казаков» 1969 г., редактор Иван Варавва

В наше время традиции игры на кобзе и лире постепенно возрождают артисты Кубанского казачьего хора, ансамбля «Кубанцы», а также несколько полупрофессиональных коллективов. Два десятилетия посвятил изучению истории кобзарства на Кубани, сбору и реставрации бандур ялтинский бандурист-педагог Алексей Нырко. На старинной бандуре играет и выступает концертмейстер Кубанского Казачьего хора — Юрий Булавин.
С 1993 года при Краснодарской детской экспериментальной школе народного искусства действует ансамбль бандуристок, который возглавляет Лариса Цихоцкая.